# لويز
شركات لويز ، التي تمارس نشاطًا تجاريًا باسم لويز ، هي شركة بيع بالتجزئة أمريكية متخصصة في تحسين المنازل . يقع مقر الشركة الرئيسي في مورسفيل ، نورث كارولينا ، وتدير سلسلة من متاجر البيع بالتجزئة في الولايات المتحدة وكندا . اعتبارًا من نوفمبر 2018 ، تدير لوي وشركاتها ذات الصلة 2،015 من متاجر تحسين الأجهزة المنزلية في أمريكا الشمالية .
لويز هي ثاني أكبر سلسلة من الأجهزة في الولايات المتحدة خلف هوم ديبوت وقبل مينارد . كما أنها تعد ثاني أكبر سلسلة من الأجهزة في العالم ، خلف هوم ديبوت أيضًا ولكنها تتفوق على تجار التجزئة الأوروبيين ليروي ميرلين و B&amp;Q و OBI .

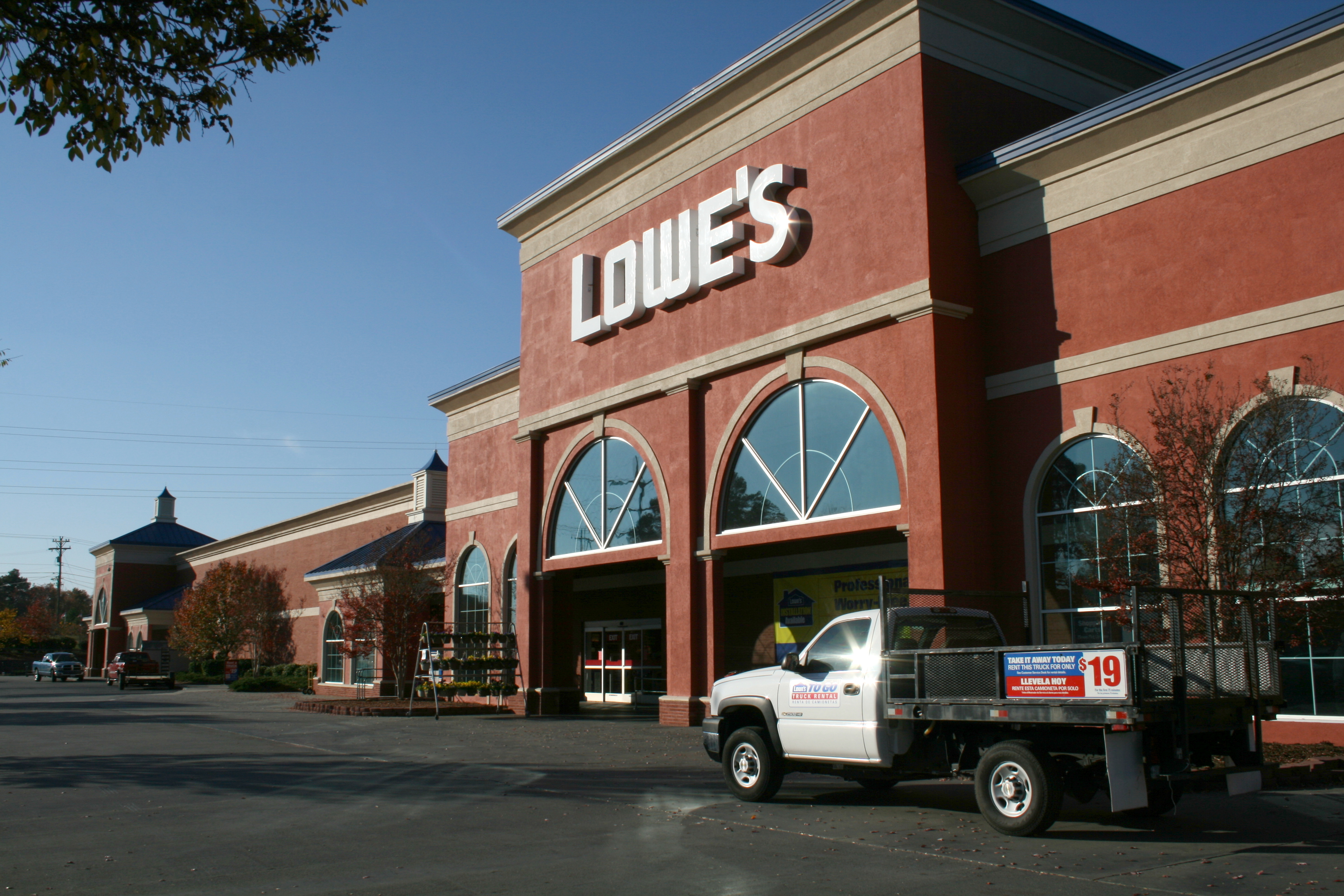
لوي في # 487 في تشابل هيل ، نورث كارولينا.

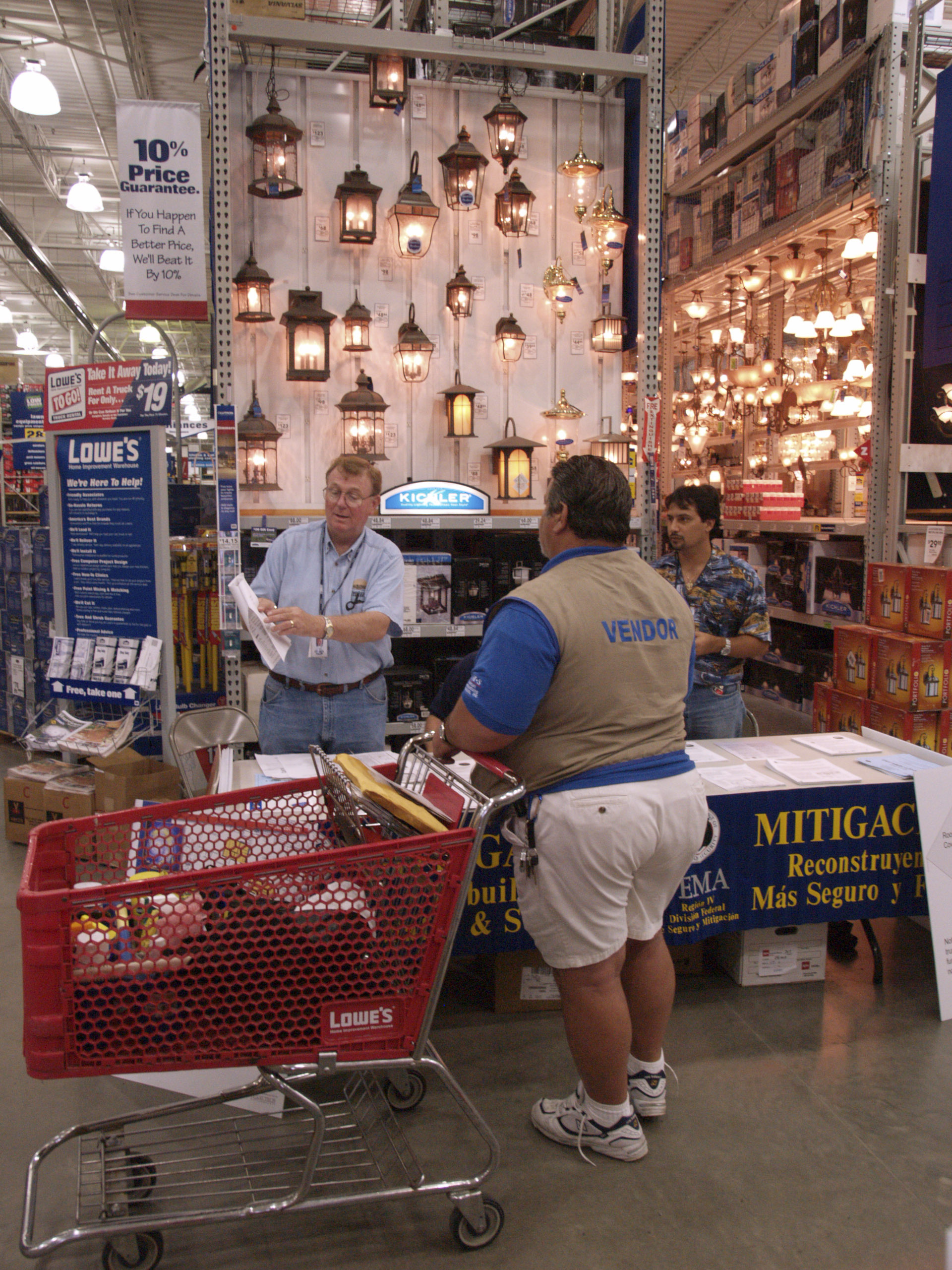
الداخلية في أورلاندو ، فلوريدا (2004)

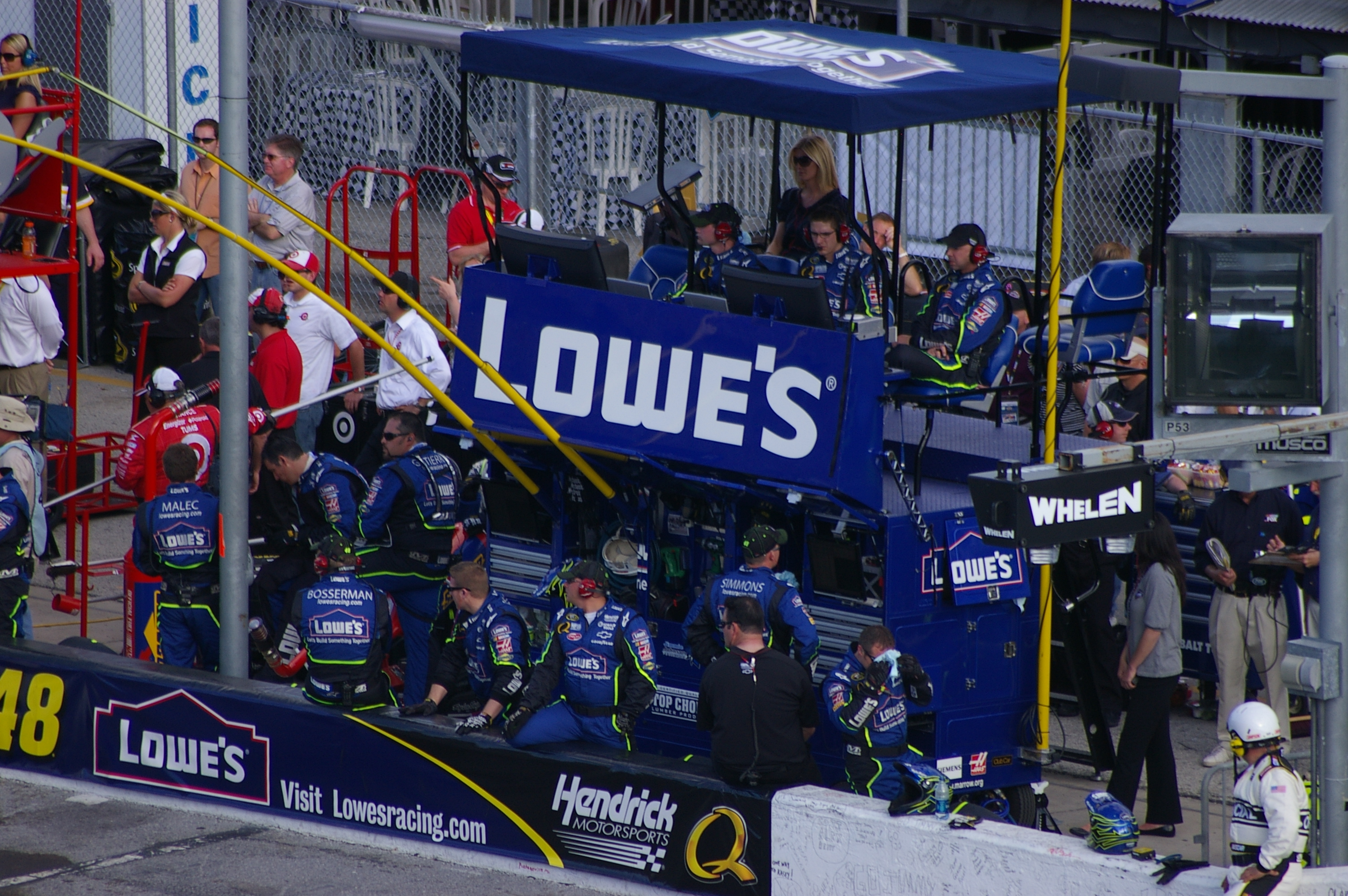
الفريق الذي ترعاه لوي من صندوق الحفرة جيمي جونسون

## روابط خارجية
- الموقع الرسمي